# Dendromus oreas
Dendromus oreas је врста глодара (Rodentia) из породице Nesomyidae.

## Распрострањење
Ареал врсте је ограничен на једну државу. Камерун је једино познато природно станиште врсте.

## Станиште
Станишта врсте су шуме, планине и травна вегетација.

## Угроженост
Ова врста се сматра рањивом у погледу угрожености врсте од изумирања.